# Creola (Luisiana)
Creola es una villa ubicada en la parroquia de Grant en el estado estadounidense de Luisiana. En el Censo de 2010 tenía una población de 213 habitantes y una densidad poblacional de 197,69 personas por km².

## Geografía
Creola se encuentra ubicada en las coordenadas 31°25′40″N 92°28′44″O / 31.42778, -92.47889. Según la Oficina del Censo de los Estados Unidos, Creola tiene una superficie total de 1.08 km², de la cual 1.06 km² corresponden a tierra firme y (1.92%) 0.02 km² es agua.

## Demografía
Según el censo de 2010, había 213 personas residiendo en Creola. La densidad de población era de 197,69 hab./km². De los 213 habitantes, Creola estaba compuesto por el 91.55% blancos, el 6.1% eran afroamericanos, el 0.47% eran amerindios, el 0% eran asiáticos, el 0% eran isleños del Pacífico, el 0.47% eran de otras razas y el 1.41% pertenecían a dos o más razas. Del total de la población, el 4.23% eran hispanos o latinos de cualquier raza.